# Acianthera
Acianthera är ett släkte av orkidéer. Acianthera ingår i familjen orkidéer.

## Bildgalleri

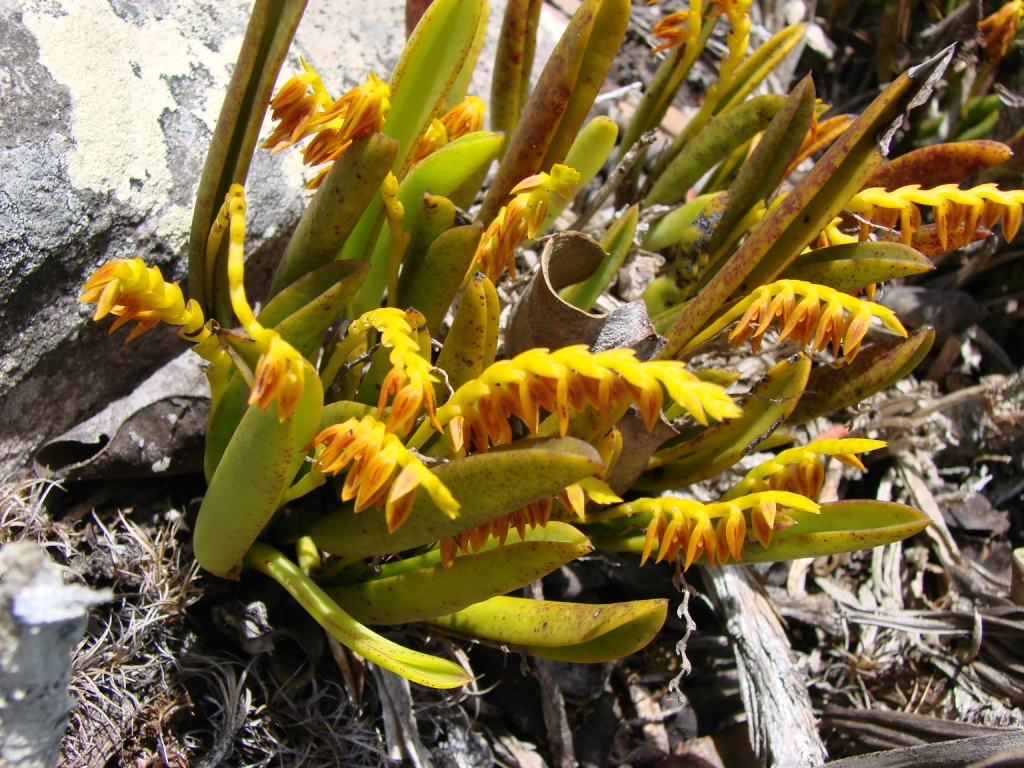
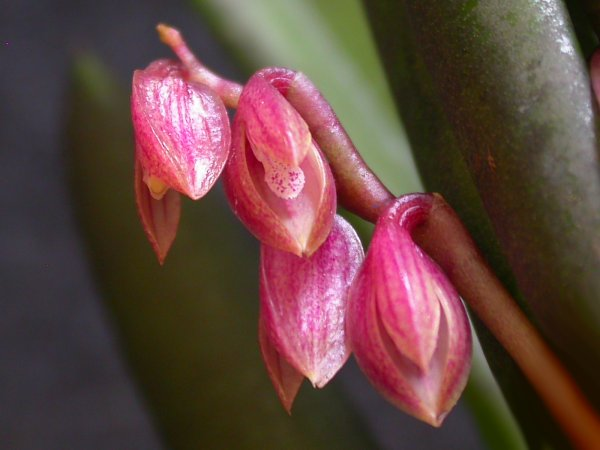
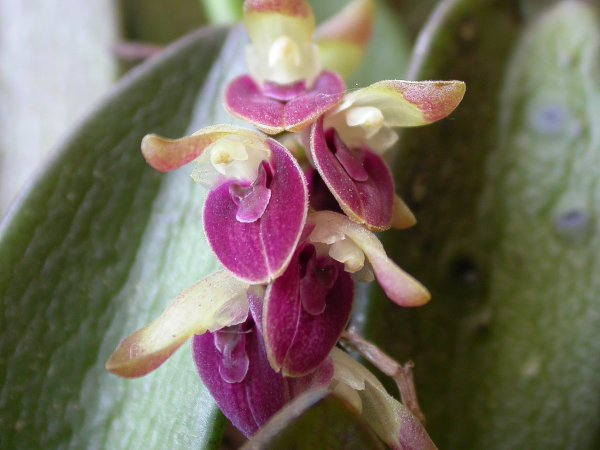
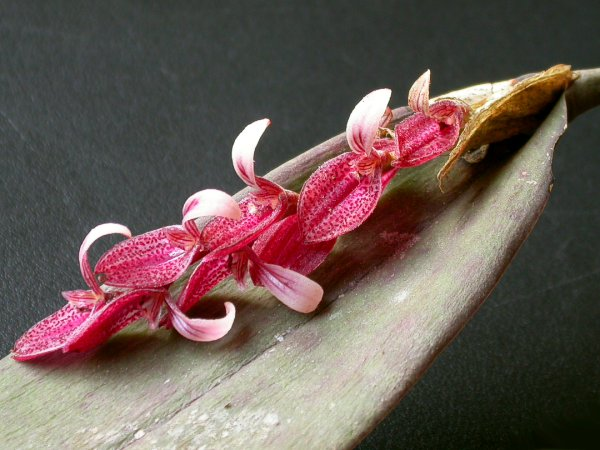
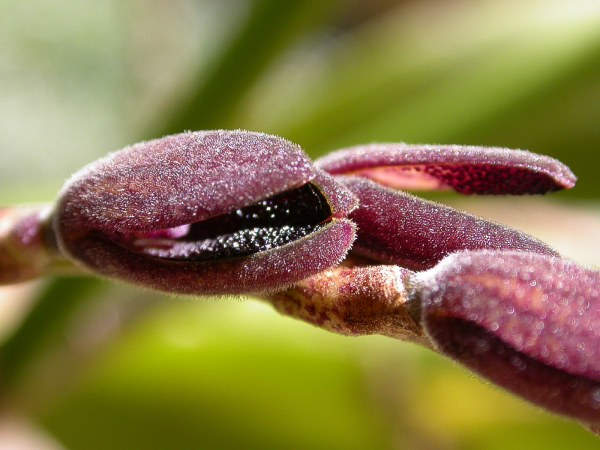
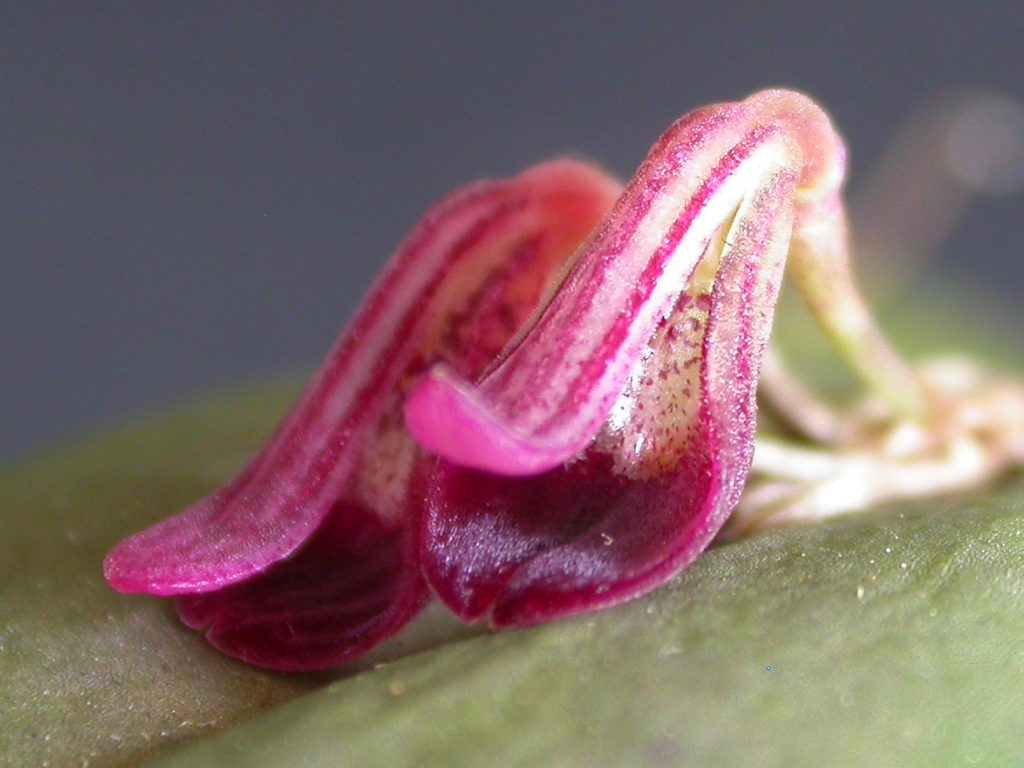

## Dottertaxa tillAcianthera, i alfabetisk ordning[1]
- Acianthera aberrans
- Acianthera aculeata
- Acianthera acuminatipetala
- Acianthera adamantinensis
- Acianthera adirii
- Acianthera aechme
- Acianthera agathophylla
- Acianthera alligatorifera
- Acianthera angustifolia
- Acianthera angustisepala
- Acianthera antennata
- Acianthera aphthosa
- Acianthera asaroides
- Acianthera auriculata
- Acianthera aveniformis
- Acianthera bicarinata
- Acianthera biceps
- Acianthera bicornuta
- Acianthera bidentata
- Acianthera bidentula
- Acianthera binotii
- Acianthera bissei
- Acianthera bohnkiana
- Acianthera boliviana
- Acianthera brachiloba
- Acianthera bragae
- Acianthera breviflora
- Acianthera butcheri
- Acianthera cabiriae
- Acianthera caldensis
- Acianthera capanemae
- Acianthera caparaoensis
- Acianthera capillaris
- Acianthera carinata
- Acianthera casapensis
- Acianthera cerberus
- Acianthera chamelopoda
- Acianthera chionopa
- Acianthera chrysantha
- Acianthera ciliata
- Acianthera circumplexa
- Acianthera cogniauxiana
- Acianthera compressicaulis
- Acianthera consatae
- Acianthera cordatifolia
- Acianthera costabilis
- Acianthera crassilabia
- Acianthera cremasta
- Acianthera crinita
- Acianthera cryptantha
- Acianthera cryptophoranthoides
- Acianthera decipiens
- Acianthera decurrens
- Acianthera deserta
- Acianthera discophylla
- Acianthera duartei
- Acianthera dutrae
- Acianthera ellipsophylla
- Acianthera erebatensis
- Acianthera erosa
- Acianthera erythrogramma
- Acianthera esmeraldae
- Acianthera exarticulata
- Acianthera exdrasii
- Acianthera eximia
- Acianthera fabiobarrosii
- Acianthera fecunda
- Acianthera fenestrata
- Acianthera fockei
- Acianthera fornograndensis
- Acianthera freyi
- Acianthera fumioi
- Acianthera garciae
- Acianthera geminicaulina
- Acianthera glanduligera
- Acianthera glumacea
- Acianthera gracilisepala
- Acianthera granitica
- Acianthera hamata
- Acianthera heliconioides
- Acianthera heliconiscapa
- Acianthera henrici
- Acianthera heringeri
- Acianthera herrerae
- Acianthera herzogii
- Acianthera heteropetala
- Acianthera hirsutula
- Acianthera hoffmannseggiana
- Acianthera hondurensis
- Acianthera hygrophila
- Acianthera hystrix
- Acianthera javieri
- Acianthera johannensis
- Acianthera johnsonii
- Acianthera jordanensis
- Acianthera juxtaposita
- Acianthera kegelii
- Acianthera klotzschiana
- Acianthera krahnii
- Acianthera lamia
- Acianthera langeana
- Acianthera lepidota
- Acianthera leptotifolia
- Acianthera limae
- Acianthera litensis
- Acianthera lojae
- Acianthera luteola
- Acianthera macropoda
- Acianthera macuconensis
- Acianthera maculiglossa
- Acianthera madisonii
- Acianthera magalhanesii
- Acianthera malachantha
- Acianthera markii
- Acianthera martinezii
- Acianthera marumbyana
- Acianthera melachila
- Acianthera melanochthoda
- Acianthera melanoglossa
- Acianthera mendozae
- Acianthera mexiae
- Acianthera micrantha
- Acianthera minima
- Acianthera miqueliana
- Acianthera modestissima
- Acianthera morenoi
- Acianthera morilloi
- Acianthera moronae
- Acianthera murex
- Acianthera murexoidea
- Acianthera muscicola
- Acianthera muscosa
- Acianthera nemorosa
- Acianthera obscura
- Acianthera ochreata
- Acianthera octophrys
- Acianthera odontotepala
- Acianthera ofella
- Acianthera oligantha
- Acianthera omissa
- Acianthera ophiantha
- Acianthera oscitans
- Acianthera pacayana
- Acianthera panduripetala
- Acianthera pantasmi
- Acianthera pantasmoides
- Acianthera papillosa
- Acianthera papulifolia
- Acianthera pardipes
- Acianthera pariaensis
- Acianthera pavimentata
- Acianthera pazii
- Acianthera pectinata
- Acianthera pernambucensis
- Acianthera phoenicoptera
- Acianthera prognatha
- Acianthera prolifera
- Acianthera pubescens
- Acianthera punctatiflora
- Acianthera punicea
- Acianthera purpureoviolacea
- Acianthera quadricristata
- Acianthera quadriserrata
- Acianthera ramosa
- Acianthera recurva
- Acianthera rinkei
- Acianthera rodrigoi
- Acianthera rodriguesii
- Acianthera rostellata
- Acianthera rubroviridis
- Acianthera sandaliorum
- Acianthera sarcosepala
- Acianthera saundersiana
- Acianthera saurocephala
- Acianthera scalpricaulis
- Acianthera serpentula
- Acianthera serrulatipetala
- Acianthera sicaria
- Acianthera sicariopsis
- Acianthera sicula
- Acianthera silvae
- Acianthera sonderiana
- Acianthera sotoana
- Acianthera spilantha
- Acianthera strupifolia
- Acianthera subrotundifolia
- Acianthera sulcata
- Acianthera sulphurea
- Acianthera teres
- Acianthera tikalensis
- Acianthera toachica
- Acianthera tokachii
- Acianthera translucida
- Acianthera tricarinata
- Acianthera tristis
- Acianthera unguicallosa
- Acianthera wageneriana
- Acianthera variegata
- Acianthera wawraeana
- Acianthera welsiae-windischiae
- Acianthera venulosa
- Acianthera verecunda
- Acianthera violacea
- Acianthera violaceomaculata
- Acianthera viridis
- Acianthera wyvern
- Acianthera yauaperyensis
- Acianthera zumbae